# Adriano Tagliavia
Pour les articles homonymes, voir Adriano et Tagliavia.
Adriano Tagliavia, parfois crédité comme Al Midweg, Adriano Cesari ou Adrian Cut, est un monteur italien.

## Biographie
En 1980, Adriano Tagliavia a écrit et réalisé le long métrage Dolce calda Lisa.

## Filmographie

### Comme réalisateur
- 1979 : Baila guapa (it) (sous le nom d'Al Midweg)
- 1980 : Dolce calda Lisa (sous le nom d'Adriano Cesari) (+ scénariste)

### Comme monteur
- 1970 : Sartana dans la vallée des vautours (Sartana nella valle degli avvoltoi) de Roberto Mauri
- 1970 : Wanted Sabata de Roberto Mauri
- 1970 : Quelli belli... siamo noi
- 1971 : Durango encaisse ou tue de Roberto Bianchi Montero
- 1971 : Le Retour d'Ivanhoé (La spada normanna) de Roberto Mauri
- 1971 : Son nom est Sacramento (...e lo chiamarono Spirito Santo) de Roberto Mauri
- 1972 : Guardami nuda d'Italo Alfaro
- 1972 : Django adios ! (Seminò morte... lo chiamavano il Castigo di Dio!) de Roberto Mauri
- 1972 : Un apprezzato professionista di sicuro avvenire de Giuseppe De Santis
- 1972 : Les Cinq Brigands de l'Ouest (Spirito santo e le cinque magnifiche canaglie) de Roberto Mauri
- 1972 : Si mes nuits d'amour vous étaient contées (Decameron n° 3 - Le più belle donne del Boccaccio) d'Italo Alfaro
- 1972 : Canterbury proibito d'Italo Alfaro
- 1972 : Les Deux Pistoleros de Silver City (Un animale chiamato uomo) de Roberto Mauri
- 1973 : Sentivano… uno strano, eccitante, pericoloso puzzo di dollari d'Italo Alfaro
- 1973 : Fra' Tazio da Velletri de Romano Scandariato et Joe D'Amato
- 1973 : Contes érotiques ou la Sexologie de Pierre l'Arétin (I giochi proibiti de l'Aretino Pietro) de Piero Regnoli
- 1974 : Madeleine... anatomia di un incubo (it) de Roberto Mauri
- 1974 : L'Homme à la winchester d'or (Corte marziale) de Roberto Mauri
- 1974 : Pour aimer Ophélie (Per amare Ofelia) de Flavio Mogherini
- 1975 : Cagliostro (it)
- 1976 : Un toro da monta
- 1976 : Culastrisce nobile veneziano de Flavio Mogherini
- 1977 : Opération K (Operazione Kappa: sparate a vista) de Luigi Petrini
- 1978 : L'Affaire de la fille au pyjama jaune (La ragazza dal pigiama giallo) de Flavio Mogherini
- 1978 : Ring de Luigi Petrini
- 1978 : Per vivere meglio, divertitevi con noi de Flavio Mogherini
- 1978 : Le braghe del padrone de Flavio Mogherini
- 1978 : Adolescenza morbosa (sous le nom d'Adriano Tagliava)
- 1979 : Insanlari seveceksin
- 1979 : Baila guapa
- 1980 : Dolce calda Lisa
- 1980 : Le porno killers (it) de Roberto Mauri
- 1980 : White Pop Jesus de Luigi Petrini
- 1982 : Biancaneve & Co. (it) de Mario Bianchi
- 1983 : Grunt!
- 1983 : Les Exterminateurs de l'an 3000 (Il giustiziere della strada) de Giuliano Carnimeo
- 1985 : Les Nuits chaudes de Cléopâtre (Sogni erotici di Cleopatra) de Rino Di Silvestro
- 1986 : La ragazza dei lillà de Flavio Mogherini
- 1986 : Chasse à l'homme (en) (Three Men on Fire) de Richard Harrison
- 1987 : Spectre (Spettri) de Marcello Avallone (sous le nom de Adrian Tagliavia)
- 1987 : Com'è dura l'avventura
- 1988 : Cobra Mission 2
- 1988 : Les Voleurs de la tablette d'ivoire (it) (I predatori della pietra magica) de Tonino Ricci
- 1988 : Le prime foglie d'autunno
- 1988 : La bellezza del diavolo - viaggio nei castelli Trentini (documentaire)
- 1988 : Maman sur ordinateur (Computron 22) de Giuliano Carnimeo
- 1989 : Maya de Marcello Avallone
- 1989 : Bye Bye Vietnam
- 1989 : I ragazzi del 42º plotone de Camillo Teti
- 1990 : Panama Sugar de Marcello Avallone
- 1990 : Obiettivo poliziotto (sous le nom d'Adrian Cut)
- 1990 : Il ragazzo delle mani d'acciaio (sous le nom d'Adrian Cut)
- 1991 : Le dernier match (it) (L'ultima partita) de Fabrizio De Angelis (sous le nom d'Adrian Cut)
- 1991 : Karate Warrior 3 (it) (Il ragazzo dal kimono d'oro 3) de Fabrizio De Angelis
- 1992 : Narcos
- 1993 : Un commissario a Roma (it) (série télévisée) (10 épisodes)
- 1993 : 80 mq - Ottantametriquadri
- 1994 : Dietro la pianura
- 1994 : Delitto passionale
- 1995 : Segreto di stato
- 1995 : La strana storia di Olga 'O'
- 1997 : Ultimo taglio de Marcello Avallone
- 1998 : Laura non c'è
- 1998 : Il delitto di Via Monte Parioli
- 2001 : Une longue, longue, longue nuit d'amour (Una lunga lunga lunga notte d'amore) de Luciano Emmer
- 2002 : I banchieri di Dio
- 2003 : L'Eau, le Feu (L'acqua... il fuoco)
- 2003 : Il compagno americano
- 2006 : Le flame del paradis
- 2007 : Guido che sfidò le Brigate Rosse